# Радецкий, Виталий Григорьевич
Вита́лий Григо́рьевич Раде́цкий (укр. Віталій Григорович Радецький; род. 1 января 1944, Христиновка) — украинский военный, государственный и политический деятель. Министр обороны Украины (1993—1994), генерал армии Украины (1993).

## До военной службы
Родился в селе Христиновка Христиновского района Черкасской области Украинской ССР. Украинец. Окончил железнодорожную школу № 18, и Одесский механико-технологический техникум. С 1963 года работал мастером на Одесском мукомольном комбинате.

## Военная служба в СССР
В 1968 году окончил Киевское высшее общевойсковое командное училище имени М. В. Фрунзе. Являлся чемпионом училища по боксу в тяжёлом весе.
Командир мотострелкового взвода в Прибалтийском военном округе (1968—1969), мотострелковой роты (1969—1970), начальник штаба — заместитель командира мотострелкового батальона (1970—1971), командир мотострелкового батальона (1971—1975) в Дальневосточном военном округе.
В 1975 году окончил Военную академию имени М. В. Фрунзе.
Заместитель командира (1975—1976), командир (1976—1977) мотострелкового полка в Группе советских войск в Германии. Заместитель командира (1980—1984), командир (1984—1987) мотострелковой дивизии в Прикарпатском военном округе.
В 1989 году окончил Военную академию Генерального штаба Вооружённых Сил СССР имени К. Е. Ворошилова.
Первый заместитель командующего 13-й общевойсковой армией в Прикарпатском военном округе (май 1989 — май 1991), командующий 6-й гвардейской танковой армией Одесского военного округа (с мая 1991).

## Военная служба на Украине
Одним из первых перешёл на службу в Вооружённые Силы Украины после распада СССР и принял украинскую присягу. В январе 1992 года назначен командующим войсками Одесского военного округа. С 4 октября 1993 по 10 октября 1994 года — Министр обороны Украины. Воинское звание генерал армии Украины присвоено 30 ноября 1993 года (стал первым, которому присвоено это звание).
Активно поддерживал Президента Украины Леонида Кравчука. В период предвыборной кампании президентских выборов на Украине в 1994 году Радецкого неоднократно обвиняли в поддержке Л. М. Кравчука с использованием давления на военнослужащих. После победы на выборах Президента Украины Л. Кучмы был немедленно снят с занимаемой должности и длительное время находился в распоряжении Министра обороны Украины.
В августе 1995 года назначен главным инспектором Министерства обороны Украины, в мае 2005 года — начальником Национальной академии обороны Украины, в январе 2009 года уволен с военной службы в отставку по возрасту.
Участвовал в выборах 1998 года, как кандидат от блока демократических партий НЭП.

## Научная работа
Автор около 30 научных статей. Кандидат исторических наук. Диссертацию на тему «Развитие военного искусства в войнах периода второй половины XX века» защитил в 2006 году в Национальном университете «Львовская политехника». Член редколлегии сборника научных трудов «Вестник Национальной академии обороны Украины».

## Награды
- Орден Богдана Хмельницкого I степени (1 декабря 2009 года)[9]
- Орден Богдана Хмельницкого II степени (21 августа 2006 года) — за весомый личный вклад в укрепление обороноспособности и безопасности Украинского государства, высокий профессионализм в защите конституционных прав и свобод граждан и по случаю 15-й годовщины независимости Украины[10]
- Орден Богдана Хмельницкого III степени (22 февраля 2001 года) — за весомый личный вклад в обеспечение обороноспособности Украины, высокий профессионализм[11]
- Орден Красной Звезды (1971 год)
- Орден «За службу Родине в Вооружённых Силах СССР» 2-й степени (1991 год)
- Орден «За службу Родине в Вооружённых Силах СССР» 3-й степени (1986 год)
- Орден Вахтанга Горгасала 3-й степени (Грузия)
- Медали СССР и Украины
- Почётный гражданин города Владимир-Волынский.